# ایسا رای
ایسا رای (انگلیسی: Issa Rae؛ زادهٔ ۱۲ ژانویهٔ ۱۹۸۵) بازیگر، فیلم‌نامه‌نویس، یوتیوبر، شورانر و تهیه‌کننده تلویزیونی اهل ایالات متحده آمریکا است. وی از سال ۲۰۱۱ میلادی تاکنون مشغول فعالیت بوده‌است. از فیلم‌ها یا برنامه‌های تلویزیونی که وی در آن نقش داشته‌است می‌توان به یکی از روزهایشان، نفرتی که تو می‌کاری، عکس و باربی اشاره کرد. وی همچنین برندهٔ جوایز گریسی شده‌است.